# Nikolaj Michailovski

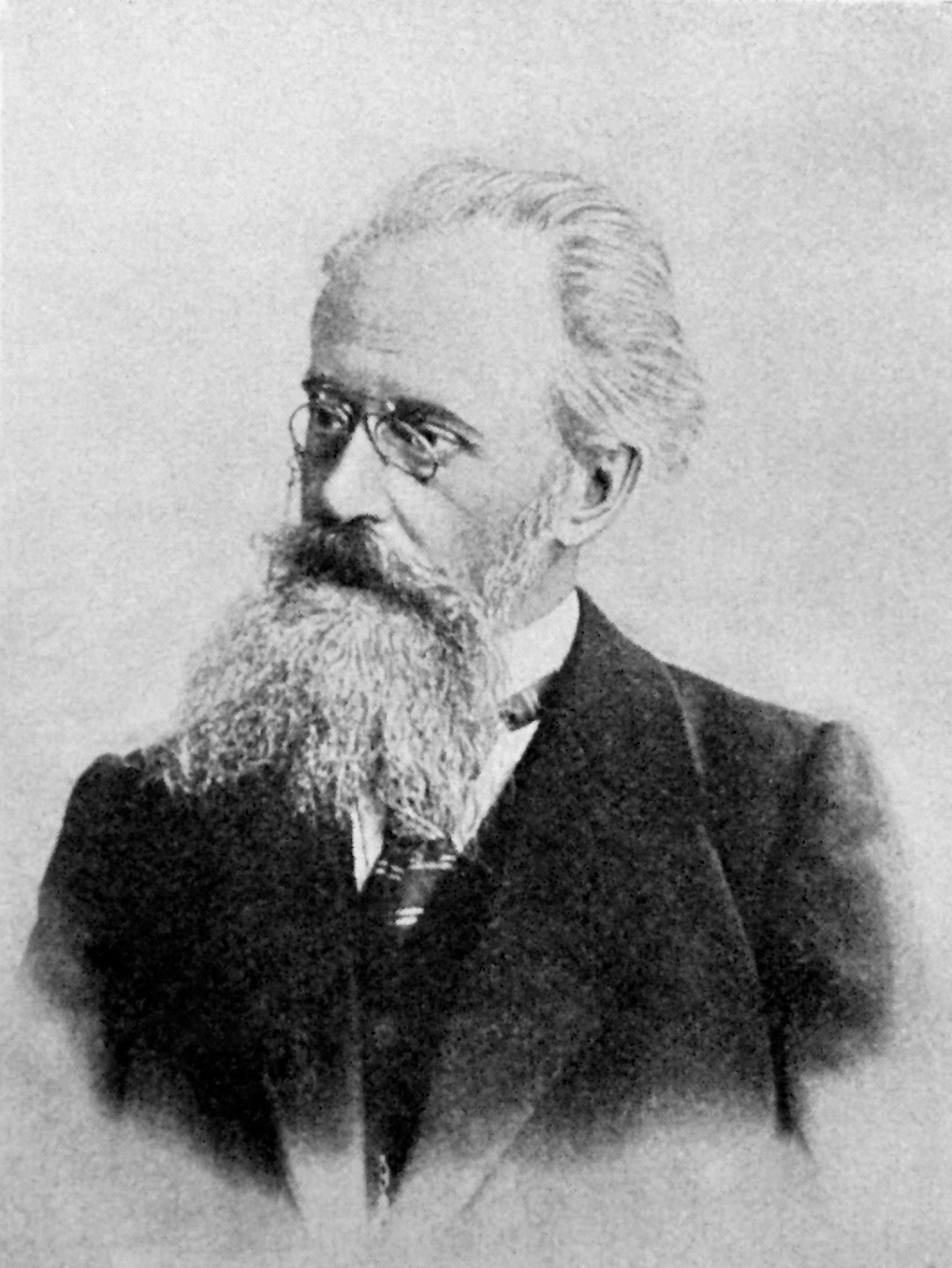
Nikolaj Michailovski.

Nikolaj Konstantinovitsj Michailovski (Russisch: Никола́й Константи́нович Миха́йловский) (Mesjtjovsk, oblast Kaloega, 27 november 1842 - Sint-Petersburg, 10 februari 1904) was een Russisch schrijver, publicist en criticus. Hij stond bekend als een pionier van het sociologisch denken en was een vooraanstaand theoreticus van de Narodniki-beweging.

## Leven en werk
Michailovski werd geboren in een adellijke familie en studeerde aan het instituut voor mijningenieurs in Sint-Petersburg. Na zijn studie werkte hij mee aan diverse vooraanstaande reactionaire tijdschriften, waaronder 'Vaderlandse annalen' van Nikolaj Nekrasov. Hij sloot zich aan bij de beweging Narodniki, voerde polemieken tegen liberalen en conservatieven, maar bestreed ook het optimisme van de populisten. Later probeerde hij de stellingen van het populisme op een wetenschappelijke (sociologische) basis te funderen. Hij hoopte dat het Russische volk vanuit haar gemeenschapszin vanuit haar eigen kracht een nieuwe economische structuur zou kunnen opbouwen om aan het kapitalisme te ontsnappen. Hij bestreed de liberalen omdat ze Rusland naar Engels voorbeeld wilden industrialiseren en de marxisten omdat ze de industrialisering als een voorwaarde voor revolutie beschouwden.
In zijn literaire studies werkte Michailovski vaak de relatie tussen de individuele 'held' en het volk uit, waarbij hij de bepalende rol van individuen op de loop der geschiedenis benadrukte. Dit was tegenovergesteld aan opvattingen van Tolstoj, wiens filosofie van passieve geweldsacceptatie hij ook verwierp. Hij kende grote betekenis toe aan twee nieuwe typen intellectuelen: de edelman die zich bewust wordt van zijn schuld tegenover het volk en de jonge linkse intellectueel die zijn leven wijdt aan de strijd voor een nieuw sociaal stelsel. In artistieke zin verwierp het principe van 'l'art pour l'art'. Zijn leven lang bleef hij een verdediger van de humanistische moraal, die in elke mens een onaantastbare waarde erkent.